# Frank Sonntag
Frank Sonntag (* 1945) ist ein deutscher Kardiologe.

## Werdegang
Sonntag ist als Facharzt für Innere Medizin und Kardiologie in Henstedt-Ulzburg niedergelassen. Er hat den Bundesverband Niedergelassener Kardiologen (BNK) in entscheidendem Maße mitbegründet und fungierte von 1990 bis 2002 als dessen erster Vorsitzender. Nach seinem Ausscheiden aus dem Amt wurde er zum Ehrenvorsitzenden ernannt.
Außerdem ist er als Sportmediziner tätig.
Er war 21 Jahre lang erster Vorsitzender des Hamburger Sportärztebundes. 2001 war er Mitbegründer des Council Cardiologie Practice (CCP) der Europäischen Gesellschaft für Kardiologie sowie deren Vizepräsident. Von 2006 bis 2008 war er erster deutscher Chairman des Council for Cardiology Practice.

## Veröffentlichungen
- Radiotelemetrische Untersuchungen zur Wettkampfvorbereitung von Hochleistungssportlern (Mittel[streckenläufer] und Langstreckenläufer), 1973

## Ehrungen
- April 2012: Ehrennadel in Gold der Deutschen Gesellschaft für Kardiologie[3]
- 2013: Bundesverdienstkreuz am Bande[1]